# 陳鴻 (主持人)
陳鴻（1966年8月31日—），本名陳永津，明新工專機械工程科畢業，為台灣美食節目主持人。

## 職業生涯
陳鴻是報業背景出身專業的美食家，也是第一個在電視上教大家做菜的型男美廚。高大帥氣的陳鴻因風格親切，兼有大師級好手藝與好口才而被譽為“師奶殺手”，不僅深受婦女觀眾喜爱，也是厨藝界最佳代言人，為廣大女性心目中“新好男人”的典範。陳鴻凍齡的外型更讓日本媒體以“驚為天人”來形容，並有「亞洲的杰米·奧利弗」與「亞洲美食天王」之美譽。歷年來受到各方邀請擔任代言人與美食顧問。
陳鴻形象清新、熱心公益，近年來積極投入社會公益，連續多年擔任中華民國運動神經元疾病病友協會（漸凍人協會）關懷大使，並於2014年擔任中國宋慶齡基金會慈善感恩項目副主任委員。
近年來活躍於星馬與中國大陸等地區，在新加坡主持的電視美食節目《食不可擋》不但創下當地收視率紀錄，更是華語歌壇天后王菲唯一上過的美食節目。其主持的廣播節目《阿鴻天天上菜》更是獲得「金嘜獎」的DJ大獎。
陳鴻也是一位多產的美食作家，其超過20本的著作暢銷臺灣、中國大陸、星馬等地；同時擔任臺灣與中國大陸、新馬等地的時尚雜誌、報刊等美食專欄作家。陳鴻是臺灣少數活躍於中國大陸的美食作家。

## 演藝生涯
2012年3月，擔任上海高級私人會所「Kee club」客座主廚，締造「林書豪肉圓」風潮。同年7月起擔任上海知名的小南國餐飲集團「慧公館」代言人與創意總監，以中菜西吃的創意手法行銷台灣小吃。是將台灣小吃美食成功行銷各大國際平台第一人，更是使台灣小吃美食成為顯學的重要推手。
2012年，受邀擔任第47屆電視金鐘獎「行腳類」評審委員。
2013年9月，拍攝愛奇藝《美食美課》第二季，短短幾週便創下五千多萬的點擊率，長期占據愛奇藝旅遊專欄第一名。
2014年，受邀擔任第49屆電視金鐘獎「行腳類」評審委員。
2015年10月至2016年3月間，擔任Astro歡喜台料理爭霸節目《歡喜廚神》總評審。
2016年6月起，擔任中國養生第一品牌「黑枸杞」暨「悠田宣養生廚房餐廳」代言人。2016年受聘臺中市政府文化局「2016台中國際飲食文化節」代言人。2017年6月推出東風衛視美食節目《陳鴻養生廚房》，擔任製作人及主持人。
2017年10月，於臺北廣播電臺製播主持週一至週五廣播節目《阿鴻回來了，給您健康上菜啦！》。2017年在日本受邀參加TBS電視臺料理爭霸節目《ピラミッド‧ダービー》，以創意中華料理擊敗日本知名型男主廚，贏得“料理王”榮譽。
2018年，擔任擔任花東縱谷糧全食美暨農特產品代言人暨2018【神音之鄉-八通關越嶺古道音樂祭達人秀】及新年祭代言與主持。
2018年9月，除了擔任味全學生新品開發擂台決賽評審之外，同月15日更與台北市長柯文哲連袂主演臺北市政府網路影片「阿鴻x阿哲有粗惜糧食」，共推「粗糧惜食」。
2023年擔任雲嘉南濱海觀光圈餐飲美學輔導長兼任年度代言人，輔導業者提升服務品質，與陳俊銘主廚共同推廣產地餐桌，並獲大馬地區報導。
https://www.youtube.com/watch?v=0NdYTc4tpOo （页面存档备份，存于） 年度形象影片

## 個人生活
陳鴻在2016年12月14日接受臺灣《蘋果日報》專訪時，向外界談及個人的感情生活，表示曾與歲數比他大6歲的法國男導演交往4年。並認為真愛無關性別，但對於女性沒有生理反應。

## 演出作品

### 電視劇
| 年份      | 頻道        | 劇名             | 飾演         |
| --------- | ----------- | ---------------- | ------------ |
| 2001      | 台視        | 《江山樓》       | 宋明貴       |
| 2002-2003 | 華視        | 《麻辣鮮師》     | 烹飪老師陳鴻 |
| 2015      | 三立台灣台  | 《親家》         | 客串主持人   |
| 2019      | 新傳媒8頻道 | 《我的萬裏挑一》 |              |

### 電影
| 年份 | 片名           | 飾演 |
| ---- | -------------- | ---- |
| 2005 | 《三個好人》   |      |
| 2013 | 《時間不夠用》 |      |

## 主持作品

### 電視節目
| 年份                          | 頻道                   | 節目                         | 備註                                |
| ----------------------------- | ---------------------- | ---------------------------- | ----------------------------------- |
|                               | 力霸友聯U2綜合台       | 《慈濟世界－心靈體操》       |                                     |
|                               | TVBS-G                 | 《阿鴻上菜》                 |                                     |
|                               | TVBS-G                 | 《飲食男女》                 |                                     |
|                               |                        | 大航文化事業公司《瘦身男女》 | 台灣置入性行銷節目                  |
|                               | 台視                   | 《超人氣大現場》             | 與曾慶瑜主持                        |
|                               | 中視                   | 《阿鴻當家》                 |                                     |
|                               | 中視                   | 《阿鴻天天上菜》             |                                     |
|                               | 民視                   | 《非常生活》                 |                                     |
|                               | 民視                   | 《惹火女人》                 |                                     |
|                               | 中視                   | 《妙廚阿鴻》                 |                                     |
|                               | 中視                   | 《阿鴻美食地圖》             |                                     |
|                               | 新傳媒U頻道            | 《食不可擋》                 |                                     |
|                               | 中視                   | 《阿鴻食遊記》               | 中視與新傳媒U頻道、傑星娛樂聯合製作 |
|                               | 超視                   | 《世界好好玩》               |                                     |
|                               | 東風衛視               | 《我的玩樂地圖》             |                                     |
|                               | 客家電視台             | 《健康生活好煮意》           |                                     |
|                               | 馬來西亞閃亮之星       | 《Go go travel》             |                                     |
|                               | NTV7                   | 《阿鴻好煮意》               |                                     |
|                               | 北京電視台             | 《我愛每一天》               |                                     |
|                               | 新浪視頻               | 《幸福九間房》               |                                     |
|                               | 8TV                    | 《型男主廚》                 |                                     |
|                               | 東森亞洲台             | 《亞洲最好客》               |                                     |
|                               | 上海電視台生活時尚頻道 | 《新食尚》                   |                                     |
|                               | 非凡新聞台             | 《鴻門客棧》                 |                                     |
| 2017年6月                     | 東風衛視               | 《陳鴻養生廚房》             |                                     |
| 2024年12月8日 - 2025年1月26日 | Astro AEC              | 《厨王狂想宴》               | 评审                                |

### 廣播節目
| 年份          | 頻道               | 節目                             | 備註 |
| ------------- | ------------------ | -------------------------------- | ---- |
|               | 台北電台           | 《你我的時間》                   |      |
|               | 飛碟電台           | 《週末生活大師》                 |      |
|               | 飛碟電台           | 《一點關係》                     |      |
|               | 美國洛杉磯中文電台 | 《阿鴻天天上菜》                 |      |
|               | 新傳媒972最愛頻道  | 《阿鴻天天上菜》                 |      |
| 2007年~2017年 | 飛碟電台           | 《亞洲美食王》                   |      |
| 2017年        | 台北電台           | 《阿鴻回來了，給您健康上菜啦！》 |      |
|               | IC之音             | 《鴻食代》                       |      |
| 2023          | 教育廣播電臺       | 《阿鴻的養生廚房》               |      |

## 出版作品

### 書籍
| 年份      | 書名                                                                                 | 出版社         | ISBN               |
| --------- | ------------------------------------------------------------------------------------ | -------------- | ------------------ |
|           | 《陳鴻上菜》                                                                         | 韜略出版       |                    |
|           | 《納豆排毒書》                                                                       |                |                    |
| 2002年    | 《阿鴻天天上菜：夏日美白塑身食譜》                                                   | 如何出版社     | ISBN 9789576078095 |
| 2003年    | 《阿鴻請客：古今味南北合》                                                           | 二魚文化       | ISBN 9789572844601 |
| 2003年    | 《阿鴻私房瘦身菜單：減肥有理、愛美無罪》                                             | 二魚文化       | ISBN 9789867642103 |
|           | 《阿鴻上菜-家常菜篇》                                                                | 新格媒體       |                    |
| 2004年    | 《對證去脂餐：辨證飲食、健康享瘦》                                                   | 二魚文化       | ISBN 9789867642608 |
| 2005年    | 《阿鴻的美麗人蔘》                                                                   | 二魚文化       | ISBN 9789867642752 |
| 2005年    | 《陳鴻的功夫豆腐》                                                                   | 尖端出版       | ISBN 9789571030487 |
| 2007年    | 《陳鴻嚴選菜市場感動料理》                                                           | 麥田出版       | ISBN 9789861732152 |
| 2007年    | 《陳鴻東遊記》                                                                       | 麥田出版       | ISBN 9789861732312 |
| 2008年    | 《老店：美食達人陳鴻的私味秘藏》                                                     | 格林文化       | ISBN 9789861890760 |
| 2008年    | 《新竹正好味：識途阿鴻逛美食》                                                       | 格林文化       | ISBN 9789861891033 |
|           | 《阿鴻養生藥膳》                                                                     | 海濱-大眾      |                    |
| 2012年    | 《陳鴻的醬心獨具》                                                                   | 上海文化出版社 | ISBN 9787807407454 |
| 2014年8月 | - 《鴻食代套書：台北菜市場》 - 《鴻食代套書：台北老店》 - 《鴻食代套書：新竹老味道》 | 江蘇文藝出版社 |                    |
| 2023年7月 | 《陳鴻的美食散步》                                                                   | 城邦出版       | ISBN 9786263187528 |

### 專欄
- 《講義雜誌》專欄作家
- 《飲食雜誌》專欄作家
- 新加坡《聯合早報》專欄作家
- 新加坡《色香味雜誌》美食專欄作家
- 青年日報社《吾愛吾家》專欄作家

## 廣告代言
- 台鹽「台鹽健康美味鹽」
- 味全「味全高鮮味精」
- 統一企業「統一拉麵」
- 聯合利華「康寶濃湯」
- 曼黛瑪璉內衣
- 恆義食品「中華豆腐」（2000~2006）
- 花王「魔術靈」廚房用品
- 漁業署宣導代言
- 工研院節約能源宣導大使（2002、2003）
- 統一超商阿鴻天天上菜
- 中華民國老人福利推動聯盟公益代言
- 捷寶電器「捷寶活力全纖調理機」
- 味丹企業「味丹美食上桌」系列廣告
- 農委會CAS台灣良質米《稻米篇》
- 交通部觀光局美食大使
- 客委會-福客同樂篇
- 台東縣政府2004「台東縣旗魚季」代言人
- 行政院新聞局2005法蘭克福書展台灣美食大使
- 萬家香醬園2006「萬家香壺底油」代言人
- 香港商香港弘景企業有限公司台灣分公司「可美特蕃茄醬」系列代言人
- 新加坡Breadtalk集團之麵包物語與鼎泰豐兩個品牌代言人（2006、2007）
- 國際美容保養品牌「ANSWER」代言人（2006、2007）
- 楊協成醬料美加食譜設計平面代言（2007）
- 源溢沛國際股份有限公司 Diamond Spa機與Diamond水機年度代言人（2006、2007）
- 中國養生第一品牌「黑枸杞」暨「悠田宣養生廚房餐廳」代言人（2016年6月起）
- 大眾點評網站黑珍珠餐廳台北城市代言人（2019年）
- 臺中市政府文化局「2016臺中國際飲食文化節」代言人

## 榮譽
| 年份        | 榮譽                                                                                               | 結果 | 來源 |
| ----------- | -------------------------------------------------------------------------------------------------- | ---- | ---- |
| 2000年      | 中華民國織品服飾設計協會時尚獎                                                                     | 獲獎 |      |
| 2000年      | 中華民國第六屆十大技術楷模選拔評審委員                                                             | 獲獎 |      |
| 2004年      | 美國加州葡萄乾協會第一屆世界美食烹飪大賽台灣區代表                                                 | 獲獎 |      |
| 2005年      | 新加坡金麥獎之最受歡迎DJ大獎                                                                       | 獲獎 |      |
| 2005年      | 新加坡國際飯店暨餐旅館裡學苑邀聘SHATEC榮譽廚師（並定期在大學授課）                                 | 獲獎 |      |
| 2005年      | 行政院新聞局出使德國法蘭克福國際書展台灣美食大使                                                   | 獲獎 |      |
| 2005年      | 總統府票選國家十大印象之地四名台灣美食代言人                                                       | 獲獎 |      |
| 2006年      | 馬來西亞肉骨茶全國競賽總評審與代言人                                                               | 獲獎 |      |
| 2007年      | 馬來西亞國際華人書市台灣館代言人                                                                   | 獲獎 |      |
| 2007年      | 中華民國國家國樂團在國家音樂廳聯合演出『台灣四季』                                                 | 獲獎 |      |
| 2008年      | 五星級飯店Fairmont Hotel, Marriott Hotel, Rendezvous Hotel邀請創意食譜工作坊Show (新加坡)          | 獲獎 |      |
| 2009年      | 新加坡Simply Dining Resturants Guide美食評鑑委員                                                   | 獲獎 |      |
| 2021 2022年 | 馬來西亞【世界頂級美食獎】頒發“亞洲美食”類別之【主廚獎】及【傑出餐飲節目電視主持人獎】兩項國際大獎 | 獲獎 |      |

## 外部連結
- 陳鴻阿鴻上菜的新浪微博
- 陳鴻的Facebook專頁